# Olufemi Elias

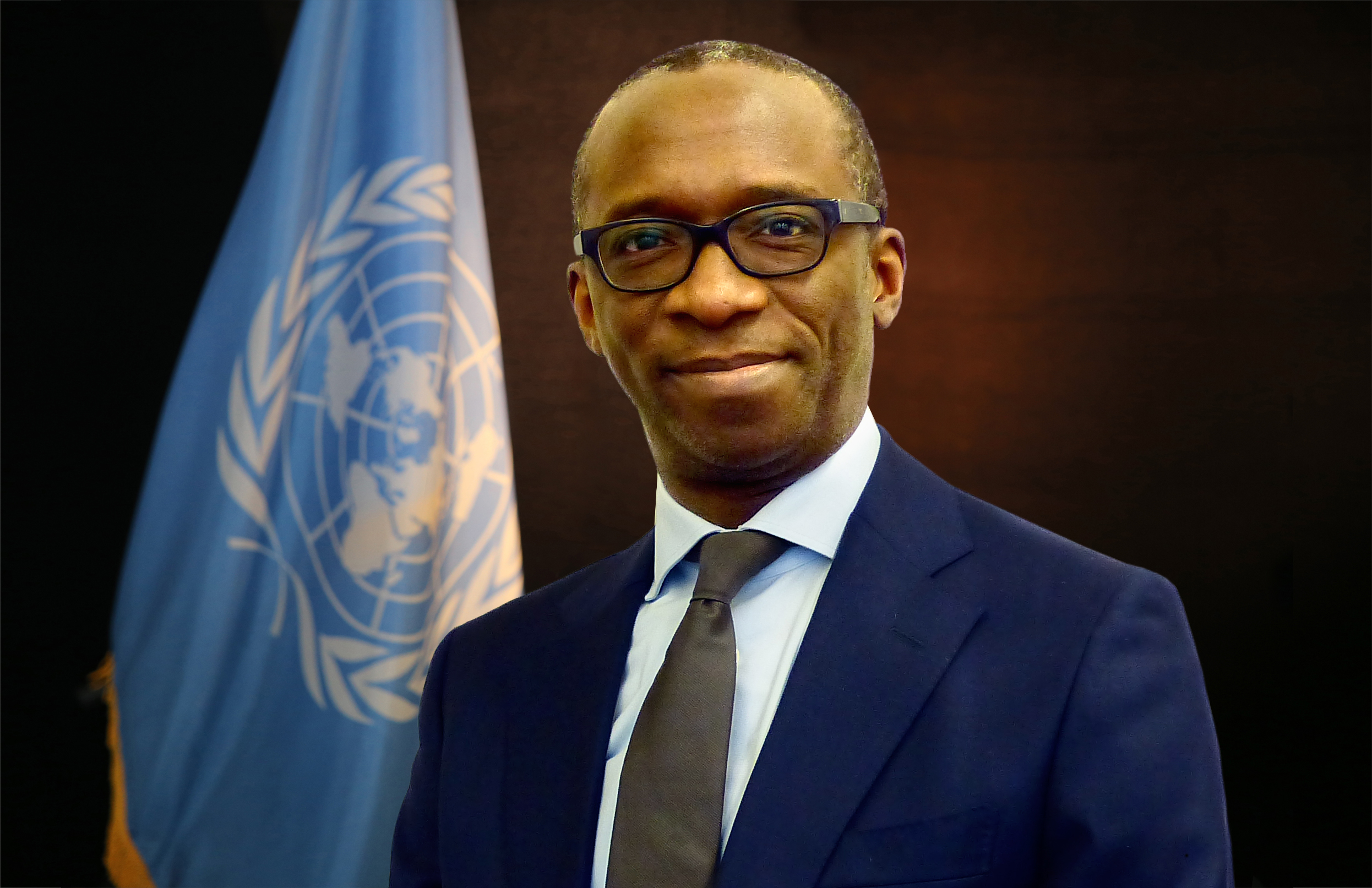
Olufemi Elias

Olufemi Elias ist ein nigerianischer Jurist. Von Anfang 2017 bis Juni 2020 war er Registrator (Verwaltungschef) beim Internationalen Residualmechanismus für die Ad-hoc-Strafgerichtshöfe (MICT) der Vereinten Nationen.

## Leben
Elias begann nach dem Schulbesuch ein Studium der Rechtswissenschaften an der University of Oxford, das er sowohl mit einem Bachelor of Arts (B.A. Jurisprudence) als auch mit einem Master of Arts (M.A. Jurisprudence) abschloss. Ein weiteres postgraduales Studium der Rechtswissenschaften an der University of Cambridge beendete er mit einem Master of Laws (LL.M.). Er erwarb ferner einen Doctor of Philosophy (Ph.D.) der Universität London und war nach seiner anwaltlichen Zulassung als Rechtsanwalt in Nigeria tätig. Des Weiteren ist er assoziiertes Mitglied des Institut de Droit international (IDI).
Elias war zwischen 1998 und 2005 für die United Nations Compensation Commission (UNCC) tätig, einem Unterorgan des UN-Sicherheitsrates, das für Klage- und Entschädigungsverfahren aus dem Zweiten Golfkrieg zuständig ist. Im Anschluss wechselte er 2005 zur Organisation für das Verbot chemischer Waffen (OPCW) nach Den Haag und war dort bis 2008 Leitender Rechtsbeamter. Im Anschluss fungierte er von 2008 bis 2013 erstmals als Exekutivsekretär des Verwaltungsgerichts der Weltbank (World Bank Administrative Tribunal) und danach zwischen 2013 und Juli 2016 als Rechtsberater und Direktor der OPCW, ehe er von Juli 2016 bis November 2016 erneut Exekutivsekretär des Verwaltungsgerichts der Weltbank war.
Am 28. November 2016 wurde Elias als Nachfolger des aus Australien stammenden John Hocking von UN-Generalsekretär Ban Ki-moon zum Registrator beim Internationalen Residualmechanismus für die Ad-hoc-Strafgerichtshöfe (MICT) der Vereinten Nationen ernannt, einem am 22. Dezember 2010 durch Resolution 1966 des UN-Sicherheitsrates geschaffenen internationalen Gerichtshof, der Rechtsnachfolger des Internationalen Strafgerichtshofs für das ehemalige Jugoslawien (ICTY) sowie des Internationalen Strafgerichtshofs für Ruanda (ICTR) ist. Er ist darüber hinaus Gastprofessor für Internationales Recht an der juristischen Fakultät (School of Law) des Queen Mary College der Universität London. Die Amerikanische Gesellschaft für internationales Recht ernannte ihn 2018 zu ihrem Ehrenmitglied.

## Veröffentlichungen
- Watercourse co-operation in Northern Europe. A model for the future, Mitautoren Malgosia Fitzmaurice und Vaughan Lowe, Den Haag 2004, ISBN 9-0670-4172-6
- Treaty interpretation and the Vienna Convention on the Law of Treaties, Mitautoren Malgosia Fitzmaurice und Panos Merkouris, Boston 2010, ISBN 9-0041-8104-0
- The development and effectiveness of international administrative law. On the occasion of the thirtieth anniversary of the World Bank Administrative Tribunal, Boston 2012, ISBN 978-9004-1-9470-0
- Contemporary Issues in the Law of Treaties, Mitauror Malgosia Fitzmaurice, ISBN 9-0775-9606-2